# 테우엘체어
테우엘체어는 파타고니아에 사는 테우엘체족이 쓰는 말이다. 현재 별도의 민족으로는 200명 정도만이 남아 있다. 이들은 원래 파타고니아의 수렵채집민들로, 테우엘체어를 스스로 일컫는 이름은 아오니켄크(Aonikenk) 또는 아오넥오아젠(Aonek'o 'ajen)이며, 테우엘체라는 이름은 마푸체족이 부르는 이름이다.
테우엘체어는 유럽인이 들어오기 이전에 이미 마푸체족의 확산으로 (아라우칸化) 테우엘체어를 잃고 대부분 마푸체어로 옮겨갔으며, 나중에 유럽인들이 들어오면서는 다시 스페인어로 바뀌었다. 촌어족(Chon)에 속하며, 같은 어족인 셀크남어는 2003년께 사멸한 바 있다. 현재 이 말을 쓰는 사람은 얼마나 되는지 알 수 없으며, 최후로 확인된 화자 1명이 2019년에 사망하면서 사실상 사멸한 것으로 여겨진다.